# Paul Probst
Paul Probst (n. 15 mai 1869 – d. 9 septembrie 1945) a fost un trăgător de tir ce a reprezentat Elveția, medaliat olimpic. A participat la o ediție a Jocurilor Olimpice (1900) în care a câștigat o medalie de aur.

## Participări
Lista de mai jos prezintă principalele competiții la care a participat Paul Probst de-a lungul carierei.
- shooting at the 1900 Summer Olympics – men's 50 metre team pistol[*]